# ACS Daco-Getica București
ACS Daco-Getica București a fost un club de fotbal din București. Fondat în 1992 ca Juventus Colentina, a avut o scurtă prezență pe prima scenă, dar s-a retras pe parcursul sezonului 2019-2020 pe când activa în Liga a II-a.

## Istoric

### Începuturile

Fostul logo, ca Juventus București.

Sub proprietatea lui Ilie Ciuclea, în 1992 a luat ființă Juventus Colentina București, club care oficial nu a avut nicio moștenire cu vechea Juventus, dar a fost înființat pentru a deveni o școală de fotbal care să acționeze ca rampă de lansare pentru tinerele talente. . A fost înscris în Liga III pe locul Calculatorul București, vechiul club al cartierului Colentina, care a dispărut prin această manevră, de pe scena fotbalului românesc.
Acțiunea „Juventus, 1992” și-a propus o încercare de a merge pe urmele fondatorului original al Juventusului, Ettore Brunelli, pentru a-și onora memoria și a-și evidenția meritele. Era clar că Brunelli nu mai trăia, având în vedere că ar trebui să aibă 110 ani (s-a născut la Messina la 8 aprilie 1882). Ciuclea a căutat potențiali urmași sau moștenitori în încercarea de a oferi o continuare simbolică a tradiției vechiului club. Au existat corespondențe intense între SC Supercom SA de către directorul general Ilie Ciuclea, Crucea Roșie Italiană și Ambasada Italiei la București, rezultatul final al tuturor eforturilor a fost exprimat în răspunsul dat la 20 octombrie 2000 de Ambasada Italiei la București care spunea:
```
"Dovada din arhivă că domnul Ettore Brunelli a avut doi fii, Enrico și Giuliana, născuți la Genova la 4 septembrie 1909, respectiv, la 24 decembrie 1915. Din păcate, deși inițiativa dumneavoastră este lăudabilă, nu se poate verifica dacă cele două persoane sunt încă în viață.”’’
```

Este probabil ca Ettore Brunelli, împreună cu cei doi fii ai săi, să fi părăsit țara după ce a naționalizat-o în 1948, probabil că dovezile s-au pierdut în condițiile politice ale vremii.
După refondare, Juventus a jucat mai ales în Liga III și a promovat în Liga II pentru prima dată în istoria sa la sfârșitul sezonului 2009–10. În Liga II Juventus a făcut două sezoane slabe, în primul a terminat pe locul 16, ultimul din seria 1, dar a fost salvată de retrogradare din lipsă de echipe. Pentru al doilea sezon clubul a fost mutat în seria a 2-a, dar a retrogradat din nou, ocupând de data aceasta locul 14.

### Urcarea spre Liga I (2015–2018)
După ce a câștigat seria a doua a Liga III, la finalul sezonului 2015–16, clubul a promovat înapoi în Liga II, după o pauză de 4 ani. Anul viitor, Federația Română de Fotbal a schimbat sistemul Ligii a II-a din cel cu două serii într-o ligă cu o singură serie de 20 de echipe, după un an de când a promovat din Liga a III-a, Juventus a reușit să câștige liga și astfel promovând pentru pentru prima dată în Liga I, devenind primul câștigător individual al Ligii II.
Liga I s-a dovedit a fi „o nucă prea greu de spart” pentru „Bătrâna Doamnă din Colentina” iar după ce a încheiat sezonul regulat abia pe locul 14 (ultimul), cu doar 11 puncte, echipa a făcut un joc puțin mai bun, dar insuficient pentru a salva de la retrogradare, terminând pe locul 14 cu doar 17 puncte, la 10 puncte de locul 13 și la 13 puncte de locul neretrogradabil.

### Daco-Getica (2018–2020)
După ce a retrogradat din Liga I la finalul primului sezon în clasamentul fotbalului românesc, clubul a fost nevoit să-și schimbe numele după ce a fost convocat de Juventus Torino pentru a elimina cuvântul. „Juventus”. Astfel, din vara lui 2018 partea este cunoscută sub numele de ASC Daco-Getica București, o referire la poporul daco-geți aparținând ramurii Traci, care au locuit în trecut pe teritoriul României.

## Palmares
Campionatul României
* Locul 14 (1): 2017-2018
 Liga a II-a
 Campioni (1) : 2016-2017
 Liga a III-a
 Campioni (2) : 2009–2010, 2015-2016
 Vicecampioni (5): 1998–1999, 2001–2002, 2006–2007, 2007–2008, 2014–2015
 Liga a IV-a București
Campioni (1): 2022–23
 Liga a V-a București
Campioni (1): 2020-2021

## Conducerea tehnică
- Antrenor principal: Marius Baciu
- Antrenor secund: Sorin Bucuroaia
- Antrenor cu portarii: -
- Medicul clubului: Constantin Ciocârlan
- Maseur: Constantin Niculae
- Maseur: Andrei Brăteanu

## Foști jucători notabili
| - Florin Apetrei - Ciprian Cătălin Petre - Mircea Alexandru Bornescu - Ciprian Tătărușanu - Marius Mihai Coporan - Mihai Aurelian Cretu - Horia Codoreanu - Eugen Constantin - Mircea Cristescu - Daniel Dumitrache - Gheorghe Ghiară - Chiosa Alkis Andreas - Ștefan Godeanu - Dumitru Romulus Grigore - Ilie Sandu Grosu | - Cristian Ilinoiu - Marian Jilăveanu - Andrei Costin Militaru - Marian Pană - Park Jung-Suk - Adrian Petre - Marius Popa - Florian Raduț - Cristian Răuță - Tudorel Stanciu - Florian Simion - Cătălin Sprîncenatu - Elvis Udrea - Florin Stan - Ștefan Iordache | - Adrian Oancea - Florin Stângă - Robert Dani - Vali Văduva - Sorin Zamfirescu - Tudorel Zamfirescu - Marius Cosoreanu - Dănuț Voicilă - Ion Bivolaru - Claudiu Tudor - Daniel Movilă - Dumitru Tărțău - Valentin Costin Dima - Cosmin Ion Elisei - Mihai Damaschin | - Dragoș Daniel Radu - Ionuț Flavius Curcă - Ghiță Sever - Mihai Stan - Cătălin Gherbezan - Petre Păsculea - Vasile Oprea - George David - Ștefan Godeanu - Florin Tuinete - Ion Mitrache - Marian Ioniță - Marius Cincă - Marian Tudor Zeciu - Voicu George |

## Foști antrenori
- Marius Baciu (2017-19)